# Józef Samsó y Elias
Józef Samsó y Elias (ur. 17 stycznia 1887 w Castellbisball; zm. 1 września 1936 w Mataró) – hiszpański prezbiter, męczennik, Błogosławiony Kościoła katolickiego.

## Życiorys
Pochodził z religijnej rodziny. Mając 13 lat, w 1900 roku, wstąpił do seminarium, a w dniu 12 marca 1910 roku został wyświęcony na kapłana. Uczył dzieci katechizmu. W 1936 roku doszło do wybuchu wojny domowej w Hiszpanii; wówczas ukrył się w mieszkaniu swoich przyjaciół. Został aresztowany; trafił do więzienia i w dniu 1 września 1936 roku został zastrzelony na cmentarzu w Mataró.
Został beatyfikowany przez papieża Benedykta XVI w dniu 23 stycznia 2010 roku.